# 2011 SP189
2011 SP189 est un astéroïde troyen de Mars se trouvant autour du point L5 du couple Soleil-Mars. Il appartient au groupe d'astéroïdes de 2018 EC4, un sous-ensemble de la famille d'Eurêka.

## Découverte
La première observation 2011 SP189 date du 29 septembre 2011 relevée par le Mount Lemmon Survey.

## Caractéristiques
2011 SP189  est répertorié dans la catégorie des petits objets célestes. Il appartient au groupe de 2018 EC4, comprenant également 2018 EC4 et 2018 FM29, au sein de la famille d'Eurêka.
D'après une étude publiée dans les Monthly Notices of the Royal Astronomical Society, l'astéroïde est l'un des membres les plus éloignés de la famille d'Eurêka avec (816688) 2011 SC191 et 2018 EC4.
Il est également le membre le moins brillant identifié à ce jour, avec une magnitude absolue de 20,9. Son diamètre estimé est de 191 mètres.

## Orbite
Il partage l'orbite de Mars et fait partie des 15 astéroïdes troyens martiens autour du point Lagrange L5, son orbite est plutôt circulaire.

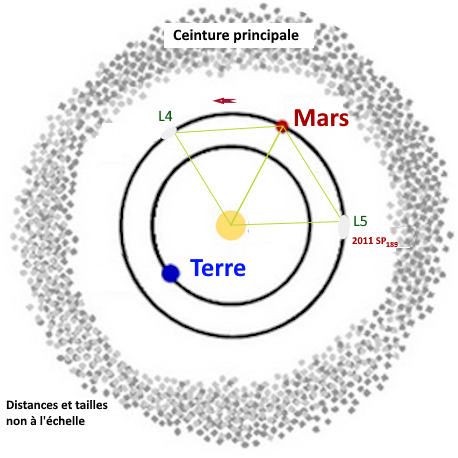
Positionnement du troyen 2011 SP189 aux alentours du point Lagrange L5

## Origine
L'astéroïde est possiblement issu de la désintégration d'un astéroïde de la famille d'Eurêka, hypothèse à confirmer.